# Scirtes exoletus
Scirtes exoletus là một loài bọ cánh cứng trong họ Scirtidae. Loài này được Waterhouse miêu tả khoa học năm 1880.